# The Blackbyrds
The Blackbyrds è un gruppo musicale fusion e jazz-funk statunitense.

## Storia del gruppo
I Blackbyrds vennero fondati a Washington nel 1973 dal trombettista Donald Byrd; ne facevano inizialmente parte gli studenti dell'Università Howard Perk Jacobs (percussioni), Keith Killgo (batteria), Kevin Toney (tastiera), Allan Barnes (ancia), Joe Hall (basso) e Barney Perry (chitarra).
Tra i singoli di maggior successo dei Blackbyrds vi sono Walking in Rhythm (1975) e Happy Music (1976), entrati entrambi nella top 5 della Hot R&B/Hip-Hop Songs. I loro album The Blackbyrds (1974), Flying Start (1974), City Life (1975) Unfinished Business (1976) e Action (1977) entrarono ai primi posti delle classifiche R&B e jazz di Billboard. Incisero anche la colonna sonora del film del 1975 Cornbread, Earl and Me, diretto da Joseph Manduke.
Le Tracce dei Blackbyrds Happy Music e Rock Creek Park (1976) vennero campionate da molti artisti hip hop/rap come Tupac Shakur, Gang Starr, Da Lench Mob, Full Force, MF Doom, De La Soul, Da Lench Mob, Eric B. & Rakim, Massive Attack, Heavy D, Nas, Grandmaster Flash and the Furious Five, Tone Lōc, Mac Dre e Wiz Khalifa.

## Formazione
- Joseph Hall III – basso
- Keith Killgo – batteria
- Kevin Toney – tastiera
- Orville Saunders – chitarra
- Steve Johnson – sassofono, flauto
- Allan Curtis Barnes – ancia
- Barney Perry – chitarra
- Perk Jacobs – tromba

## Discografia

### Album
- 1974 – The Blackbyrds
- 1974 – Flying Start
- 1975 – City Life
- 1976 – Unfinished Business
- 1977 – Action
- 1980 – Better Days
- 2012 – Gotta Fly

### Singoli
- 1974 – Do It, Fluid
- 1974 – Gut Level
- 1975 – Walking in Rhythm
- 1975 – Future Children, Future Hopes
- 1975 – Flyin' High
- 1975 – City Life
- 1976 – Happy Music
- 1976 – Rock Creek Park
- 1976 – Unfinished Business
- 1976 – Time Is Movin
- 1976 – Party Land
- 1977 – Soft and Easy
- 1977 – Supernatural Feeling
- 1977 – Street Games
- 1980 – Don't Know What You Say
- 1980 – What We Have Is Right
- 1980 – Love Don't Strike Twice
- 1980 – Dancin' Dancin
- 2002 – Mysterious Vibes

### Compilation
- 1978 – Night Grooves
- 1989 – Greatest Hits
- 2007 – Happy Music: The Best of The Blackbyrds

## Colonne sonore
- Cornbread, Earl and Me (soundtrack), regia di Joseph Manduke (1975)